# Kerk van Acheiropoiètos
De Kerk van Acheiropoiètos (Grieks: Εκκλησία της Αχειροποιήτου) is een kerk in de Griekse stad Thessaloniki. Gebouwd in het midden van de 4de eeuw na Christus, het is de best bewaard gebleven vroegchristelijke basiliek in Griekenland. De naam (= niet met de hand gemaakt) komt van een icoon van de Maagd Maria, aanbeden tot ten minste de 15de eeuw, waarover werd aangenomen dat zij gecreëerd zou zijn door een wonder, zonder tussenkomst van de menselijke hand.

## Geschiedenis
De kerk is gebouwd op de fundamenten van een Romeins badhuis.
In 1430 werd de kerk tot moskee omgevormd door Sultan Murad. In 1912 werd het gebouw weer als christelijke kerk gebruikt. Een aardbeving in 1978 richtte grote schade aan.